# Павел Францоуз
Павел Францоуз (чеськ. Pavel Francouz; нар. 3 червня 1990, Плзень) — чеський хокеїст, воротар клубу НХЛ «Колорадо Аваланч». Гравець збірної команди Чехії.

## Ігрова кар'єра
Вихованець місцевого клубу «Пльзень» у складі якого розпочав хокейну кар'єру 2007 року. 
У чеській екстралізі дебютував у сезоні 2008–09. Наступного сезону за «Пльзень» відіграв вісім матчів, а більшість часу захищав кольори СК «Горацка Славія» (Тршебич) та «Слован» (Усті-над-Лабем).
13 травня 2010 Павел уклав контракт з клубом з чеської екстраліги «Слован» (Усті-над-Лабем).
Під час другого сезону воротаря одну гру відіграв за «Оцеларжи».
9 травня 2012 Францоуз погодився на контракт з клубом екстраліги «Літвінов», де він одразу став першим номером здобувши 26 перемог та був визнаний найкращим воротарем ліги.
У сезоні 2014–15 Павел закріпив свій статус за підсумками якого його визнали найкращим гравцем турніру та плей-оф.
Після трьох років у складі «Літвінова» Павел на правах вільного агента переходить до клубу КХЛ «Трактор» уклавши з ним трирічний контракт. У першому сезоні чех був дублером росіянина Василя Демченка та провів лише 18 ігр.
У наступному сезоні Францоуз вже склав конкуренцію росіянину, а 30 жовтня 2016 став гравцем тижня в КХЛ. Взимку зіграв у матчі всіх зірок КХЛ. За підсумками сезону став одним з найкращих гокіперів ліги.
Залишившись ще на один сезон у «Тракторі» Павел вивів клуб до півфіналу Кубк Гагаріна, де вони поступились в серії майбутньому чемпіону Ак Барс (Казань).
2 травня 2018 чех уклав контракт з клубом НХЛ «Колорадо Аваланч». Більшість першого сезону він провів у складі фарм-клубу «Колорадо Іглс». 1 липня 2019 тренерський штаб «Аваланч» оголосив його резервним воротарем на сезон 2019–20. 21 лютого 2020 сторони продовжили угоду ще на два роки.
Був гравцем молодіжної збірної Чехії, у складі якої брав участь у 3 іграх. З 2013 року гравець національної збірної Чехії.

## Статистика

### Клубні виступи
| Сезон        | Клуб                          | Ліга         | Регулярний сезон | Регулярний сезон | Регулярний сезон | Регулярний сезон | Регулярний сезон | Регулярний сезон | Регулярний сезон | Регулярний сезон | Регулярний сезон | Плей-оф | Плей-оф | Плей-оф | Плей-оф | Плей-оф | Плей-оф | Плей-оф | Плей-оф |
| Сезон        | Клуб                          | Ліга         | І                | В                | П                | OT               | Хв               | ПГ               | ІБГ              | ПГГ              | %ВК              | І       | В       | П       | Хв      | ПГ      | ІБГ     | ПГA     | %ВК     |
| ------------ | ----------------------------- | ------------ | ---------------- | ---------------- | ---------------- | ---------------- | ---------------- | ---------------- | ---------------- | ---------------- | ---------------- | ------- | ------- | ------- | ------- | ------- | ------- | ------- | ------- |
| 2007–08      | «Пльзень»                     | ЧЕ20         | 37               | 25               | 12               | 0                | 2163             | 95               | 4                | 2.64             | .915             | 5       | 2       | 3       | 299     | 12      | 0       | 2.41    | .926    |
| 2008–09      | «Пльзень»                     | ЧЕ20         | 20               | 16               | 4                | 0                | 1205             | 35               | 6                | 1.74             | .953             | —       | —       | —       | —       | —       | —       | —       | —       |
| 2008–09      | «Пльзень»                     | ЧЕ           | 15               | 6                | 9                | 0                | 709              | 35               | 0                | 2.96             | .922             | 5       | 0       | 2       | 156     | 5       | 0       | 1.92    | .941    |
| 2008–09      | «Клатові»                     | ЧЕ.2         | 1                | 0                | 1                | 0                | 25               | 4                | 0                | 9.60             | .000             | —       | —       | —       | —       | —       | —       | —       | —       |
| 2009–10      | «Пльзень»                     | ЧЕ20         | 6                | 6                | 0                | 0                | 360              | 11               | 0                | 1.83             | .948             | 2       | 1       | 1       | 120     | 4       | 0       | 2.00    | .944    |
| 2009–10      | «Пльзень»                     | ЧЕ           | 8                | 3                | 5                | 0                | 469              | 29               | 0                | 3.71             | .867             | —       | —       | —       | —       | —       | —       | —       | —       |
| 2009–10      | «Табор»                       | ЧЕ.1         | 9                | 5                | 4                | 0                | 546              | 22               | 0                | 2.42             | .906             | —       | —       | —       | —       | —       | —       | —       | —       |
| 2009–10      | СК «Горацка Славія» (Тршебич) | ЧЕ.1         | 4                | 2                | 2                | 0                | 238              | 7                | 1                | 1.76             | .948             | 9       | 5       | 4       | 553     | 25      | 0       | 2.71    | .926    |
| 2010–11      | «Слован» (Усті-над-Лабем)     | ЧЕ20         | 29               | 10               | 13               | 3                | 1527             | 87               | 0                | 3.42             | .896             | —       | —       | —       | —       | —       | —       | —       | —       |
| 2010–11      | СК «Горацка Славія» (Тршебич) | ЧЕ.1         | 15               | 9                | 6                | 0                | 913              | 27               | 3                | 1.77             | .952             | —       | —       | —       | —       | —       | —       | —       | —       |
| 2010–11      | «Слован» (Усті-над-Лабем)     | ЧЕ.1         | 15               | 10               | 5                | 0                | 922              | 32               | 1                | 2.08             | .926             | 10      | 9       | 1       | 602     | 18      | 0       | 1.79    | .944    |
| 2011–12      | «Слован» (Усті-над-Лабем)     | ЧЕ.1         | 16               | 12               | 4                | 0                | 947              | 28               | 3                | 1.77             | .939             | —       | —       | —       | —       | —       | —       | —       | —       |
| 2011–12      | «Оцеларжи»                    | ЧЕ           | 1                | 0                | 1                | 0                | 40               | 4                | 0                | 6.00             | .800             | —       | —       | —       | —       | —       | —       | —       | —       |
| 2012–13      | «Літвінов»                    | ЧЕ           | 46               | 26               | 20               | 0                | 2706             | 117              | 1                | 2.59             | .920             | 7       | 3       | 4       | 440     | 16      | 2       | 2.18    | .935    |
| 2013–14      | «Літвінов»                    | ЧЕ           | 48               | 24               | 24               | 0                | 2906             | 98               | 6                | 2.02             | .932             | —       | —       | —       | —       | —       | —       | —       | —       |
| 2014–15      | «Літвінов»                    | ЧЕ           | 46               | 32               | 12               | 0                | 2711             | 94               | 7                | 2.08             | .931             | 17      | 12      | 5       | 1045    | 24      | 4       | 1.38    | .953    |
| 2015–16      | «Трактор»                     | КХЛ          | 18               | 3                | 7                | 3                | 787              | 29               | 0                | 2.21             | .924             | —       | —       | —       | —       | —       | —       | —       | —       |
| 2016–17      | «Трактор»                     | КХЛ          | 30               | 14               | 9                | 3                | 1719             | 41               | 5                | 1.43             | .953             | 6       | 2       | 4       | 335     | 12      | 0       | 2.15    | .924    |
| 2017–18      | «Трактор»                     | КХЛ          | 35               | 15               | 11               | 5                | 1964             | 59               | 5                | 1.80             | .946             | 12      | 6       | 5       | 696     | 22      | 0       | 1.90    | .949    |
| 2018–19      | «Колорадо Іглс»               | АХЛ          | 49               | 27               | 17               | 3                | 2803             | 125              | 3                | 2.68             | .918             | 4       | 1       | 3       | 236     | 13      | 0       | 3.31    | .895    |
| 2018–19      | «Колорадо Аваланч»            | НХЛ          | 2                | 0                | 2                | 0                | 62               | 2                | 0                | 1.97             | .943             | —       | —       | —       | —       | —       | —       | —       | —       |
| 2019–20      | «Колорадо Аваланч»            | НХЛ          | 34               | 21               | 7                | 4                | 1915             | 77               | 1                | 2.41             | .923             | 6       | 2       | 4       | 316     | 17      | 1       | 3.23    | .892    |
| Усього в КХЛ | Усього в КХЛ                  | Усього в КХЛ | 83               | 32               | 27               | 11               | 4470             | 129              | 10               | 1.73             | .945             | 18      | 8       | 9       | 1031    | 34      | 0       | 1.98    | .943    |
| Усього в НХЛ | Усього в НХЛ                  | Усього в НХЛ | 36               | 21               | 9                | 4                | 1976             | 79               | 1                | 2.40             | .923             | 6       | 2       | 4       | 316     | 17      | 1       | 3.23    | .892    |

### Збірна
| Рік                | Команда            | Турнір             | Місце              | І  | В  | П | OT | Хв   | ПГ | ІБГ | ПГГ  | %ВК   |
| ------------------ | ------------------ | ------------------ | ------------------ | -- | -- | - | -- | ---- | -- | --- | ---- | ----- |
| 2008               | Чехія              | ЮЧС18-D1           | 11-е               | 1  | 1  | 0 | 0  | 60   | 2  | 0   | 2.00 | .895  |
| 2010               | Чехія              | МЧС                | 7-е                | 2  | 0  | 1 | 0  | 100  | 8  | 0   | 4.76 | .862  |
| 2013               | Чехія              | ЧС                 | 7-е                | 2  | 0  | 0 | 0  | 7    | 0  | 0   | 0.00 | 1.000 |
| 2014               | Чехія              | ЧС                 | 4-е                | —  | —  | — | —  | —    | —  | —   | —    | —     |
| 2016               | Чехія              | ЧС                 | 5-е                | 4  | 4  | 0 | 0  | 245  | 10 | 0   | 2.45 | .896  |
| 2017               | Чехія              | ЧС                 | 7-е                | 4  | 3  | 1 | 0  | 241  | 6  | 1   | 1.49 | .910  |
| 2018               | Чехія              | ОІ                 | 4-е                | 6  | 4  | 2 | 0  | 370  | 14 | 0   | 2.27 | .905  |
| 2018               | Чехія              | ЧС                 | 7-е                | 5  | 4  | 1 | 0  | 303  | 12 | 1   | 2.38 | .904  |
| 2019               | Чехія              | ЧС                 | 4-е                | 3  | 2  | 0 | 0  | 155  | 2  | 2   | 0.77 | .957  |
| Молодіжна збірна   | Молодіжна збірна   | Молодіжна збірна   | Молодіжна збірна   | 3  | 1  | 1 | 0  | 160  | 10 | 0   | 3.85 | .882  |
| Національна збірна | Національна збірна | Національна збірна | Національна збірна | 24 | 17 | 4 | 0  | 1321 | 44 | 4   | 2.00 | .910  |